# Мингазов, Руслан Камильевич
Русла́н Ками́льевич Минга́зов (туркм. Ruslan Kamilýewiç Mingazow; род. 23 ноября 1991, Ашхабад) — туркменский футболист, вингер гонконгского клуба «Китчи» и сборной Туркменистана.

## Биография
Руслан родился 23 ноября 1991 года в Ашхабаде. Сын известного в прошлом вингера «Копетдага» и сборной Туркменистана — Камиля Мингазова. У Руслана две сестры. Студент очного отделения Балтийской международной академии, по специальности менеджмент предприятия. 19 декабря 2014 года женился на давней подруге Айгуль — церемония прошла в Ашхабаде. Дочь, 2015 года рождения.

## Клубная карьера
Футболом начал заниматься с 6 лет. Первый тренер — Василий Васильевич Карпов.

### «Ашхабад»
Выступал два сезона за футбольный клуб «Ашхабад», с которым стал чемпионом Туркменистана и обладателем суперкубка страны. Провел 61 матч, забил 19 голов. На кубке Президента Туркменистана игрока заметил тренер «Сконто» Пол Эшуорт, на том турнире Мингазов забил 2 гола и вообще выглядел неплохо, поэтому и приглянулся «Сконто», кроме того было предложение и от армянского клуба, в финансовом плане даже более привлекательное.

### «Сконто»
Сезон 2009 года начал в «Сконто». Первый гол забил в игре против «Юрмалы». В 2012 году вместе с командой стал серебряным призёром чемпионата и попал в список 22 лучших футболистов чемпионата Латвии. В январе 2013 года был приглашён на просмотр в «Тоттенхэм Хотспур». 4 июля 2013 года впервые забил в турнире Лиги Европы, поразив головой ворота молдавского «Тирасполя», тем самым принёс победу «Сконто» (0:1). В 2013 году был вариант продолжения карьеры в «Ростове». В сезоне 2013 года стал серебряным призёром чемпионата и обладателем Суперкубка Латвии.

### «Яблонец»
В августе 2014 года перешёл в чешский клуб «Яблонец». Первый туркменский игрок в чемпионате Чехии. В чемпионате Чехии дебютировал 31 августа в игре против «Спарты». Первый гол забил 3 октября 2014 года на 15 минуте, в матче против «Дуклы». Вместе с клубом дошёл до финала Кубка Чехии 2014/15 и завоевал бронзовые награды чемпионата Чехии. Пропустил часть сезона 2015/16 из-за травм, провел 16 матчей и забил 5 голов, а также вместе с клубом вышел в финал Кубка Чехии 2015/16.

### «Славия» Прага
В июне 2016 года на правах свободного агента перешёл в пражскую «Славию». В составе команды стал чемпионом Чехии 2016/17.

### Карьера в Казахстане
В июне 2019 года стал игроком казахстанского футбольного клуба «Иртыш». В декабре 2019 года продлил контракт до конца 2020 года.
Весной 2020 года из-за финансовых проблем «Иртыш» снялся с чемпионата Казахстана. Футболист провёл в составе павлодарцев 13 матчей, забил 2 гола и отдал 3 голевые передачи в высшей лиге.
В августе 2020 года подписал контракт с казахстанским клубом «Шахтёр». Провёл за клуб 13 матчей и забил 2 гола.
В феврале 2021 года на правах свободного агента пополнил состав «Каспия». Дебютировал за клуб в матче 1-го тура чемпионата Казахстана против «Актобе» 14 марта 2021 года.

### «Китчи»
В марте 2022 года Мингазов был приглашён в гонконгский «Китчи», выступающий в высшем дивизионе. Он стал первым туркменским легионером в чемпионате Гонконга.

## Карьера в сборной

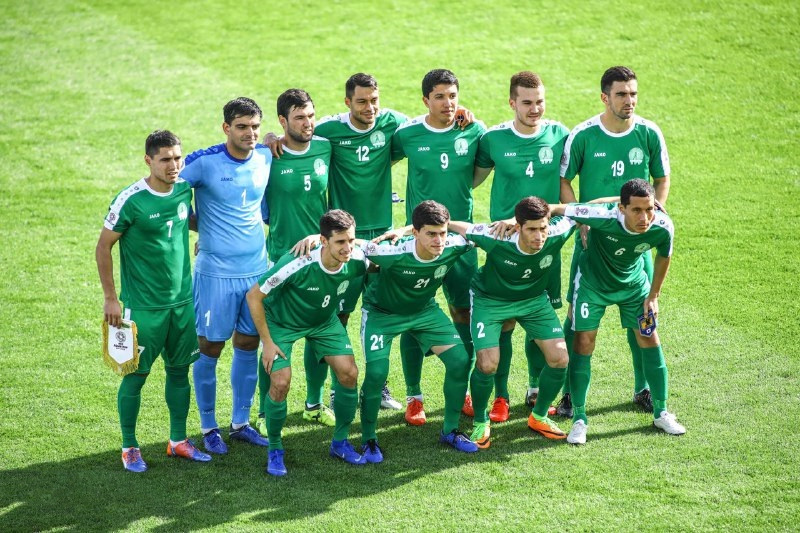
В составе сборной Туркменистана на Кубке Азии 2019

Участник Азиатских игр 2010 в составе молодёжной сборной, в одном из групповых матчей забил гол сборной Бахрейна. Забил гол за Олимпийскую сборную Туркменистана 9 марта 2011, в отборочном матче на летние Олимпийские игры 2012 против Индонезии.
Мингазов дебютировал за национальную сборную 14 апреля 2009 на Кубке вызова АФК в отборочном матче против Мальдив. Он забил свой первый гол за национальную команду против Бутана в следующем же матче 16 апреля 2009. Второй гол забил 8 марта 2012 года, в матче против Мальдив. Вместе со сборной дважды выходил в финал Кубка вызова АФК. В рамках отборочного турнира на чемпионат мира 2018 поразил ворота сборной Ирана, встреча закончилась со счётом 1:1.

## Достижения
Сборная Туркменистана
- Финалист Кубка вызова АФК: 2010, 2012.

«Ашхабад»
- Чемпион Туркменистана: 2008.
- Обладатель Суперкубка Туркменистана: 2008.

«Сконто»
- Чемпион Латвии: 2010.
- Серебряный призёр чемпионата Латвии: 2012, 2013.
- Бронзовый призёр чемпионата Латвии: 2009.
- Обладатель Кубка Латвии: 2012.
- Обладатель Суперкубка Латвии 2013 года.
- Победитель Балтийской лиги: 2011.

«Яблонец»
- Бронзовый призёр чемпионата Чехии: 2014/15.
- Финалист Кубка Чехии: 2014/15, 2015/16

«Славия»
- Чемпион Чехии: 2016/17

### Личные
- В списке 22 лучших футболистов чемпионата Латвии : № 1 (2012)[31].
- Лучший футболист Туркменистана: 2015[32].
- Лучший игрок сезона-2022/2023 в Гонконгской премьер-лиге[33].